# Zona Sul de Uberlândia
A Zona Sul de Uberlândia, é formada oficialmente por 19 bairros da cidade, localizada no Triângulo Mineiro, sudeste do Brasil.

## Bairros da Zona Sul de Uberlândia
Não estão inclusos os bairros extintos, nem loteamentos, nem condomínios
- Tubalina
- Cidade Jardim
- Nova Uberlândia
- Patrimônio
- Morada da Colina[3]
- Vigilato Pereira
- Saraiva
- Lagoinha
- Carajás
- Pampulha
- Jardim Karaíba
- Jardim Inconfidência
- Santa Luzia
- Granada
- São Jorge
- Laranjeiras
- Shopping Park
- Jardim Sul
- Gávea

## Bairros integrados da Zona Sul de Uberlândia
Abaixo, há uma lista dos condomínios grandes e bairros/loteamentos extintos, que foram integrados aos atuais bairros (da lista acima):
- Vila Cilene e Tubalina Setor Colonial: Tubalina
- Nova Uberlândia, Jardins Gênova, Jardins Roma, Jardins Barcelona e Jardim Versailles: Nova Uberlândia
- Cidade Jardim setor A e Ampliação: Cidade Jardim
- Copacabana (parte), Copacabana Setor Ômega, Chácaras Recreio, Patrimônio da Nossa Senhora da Abadia (parte) e Nossa Senhora da Abadia: Patrimônio
- Nossa Senhora da Abadia (parte), Altamira II, Jardim da Colina, Reserva do Vale, Morada da Colina, Gávea, Gávea Hill I e Gávea Hill II: Morada da Colina
- Vale dos Vinhedos, Polo Tecnológico Sul, Gávea Paradiso, Tamboré, Spazio Único, Chácaras Ibiporã (setor A) e Sítios de Recreio Nossa Senhora Aparecida (parte): Gávea
- Sítios de Recreio Nossa Senhora Aparecida (parte), Varanda Sul, Park dos Ipês I e II, Residencial Jardins, Gávea Sul, Park dos Jacarandás I e II, Chácaras Ibiporã (setores B, C e D) e o Shopping Park I, II, III, IV, V, VI e VII: Shopping Park
- Acacias Uberlândia (parte), Jardim das Acacias (parte), The Palms Houses&Club, Bosque Karaíba, Village Karaíba, Residencial Buritis (Cyrela), Residencial dos Ipês (Cyrela), Golden Village, Terras Altas, Parque Bela Vista e Jardim Sul: Jardim Sul
- Altamira II (parte), City Uberlândia, Jardim Inconfidência (parte), Jardim Indaiá, Jardim Karaíba, Jardim das Acacias (parte), Acacias Uberlândia (parte), Vila dos Ipês, Vila do Sol, Guanambi e Itapema Sul: Jardim Karaíba
- Jardim Inconfidência (parte), Jardim Botânico II (parte), Royal Park e New Towers: Jardim Inconfidência
- Vila Doutor Vasco Gifone (parte), Vila Saraiva III (parte), Altamira II (parte), Vila Póvoa (parte), Vila Saraiva, Jardim Nosso Recanto e Vigilato Pereira: Vigilato Pereira
- Vila Doutor Vasco Gifone (parte), Vila Presidente Vargas, Vila Belo Horizonte, Vila Saraiva III (parte), Vila Saraiva e Santa Maria: Saraiva
- Vila Saraiva (parte), Residencial Carmel, Leão XIII e Jardim Ozanan: Lagoinha
- Santo Antônio, Vila Saraiva (parte), Jardim Xangrilá e Residencial Carajás: Carajás
- Pampulha: Pampulha
- Santa Mônica Remanejamento, Santa Luzia e Dos Buritis: Santa Luzia
- Parque Residencial do Camaru, Jardim Botânico, Jardim Botânico II (parte), Jardim dos Gravatás e Parque Granada: Granada
- Jardim Veneza, Parque São Jorge IV, Parque das Paineiras, Parque das Laranjeiras, Primavera Parque, Parque São Jorge II, Jardim Aurora (setores A e B), Parque São Jorge I (parte), GSP Life, Colorado, Jardim Espanha, GSP Arts e Splendido: Laranjeiras
- Residencial Viviane, Remanescente do Quinhão, Parque São Jorge III, Parque São Jorge V, Jardim das Hortências, Parque São Jorge I, Parque das Seringueiras, Parque São Gabriel e Residencial Campo Alegre: São Jorge